# Smilo von Lüttwitz

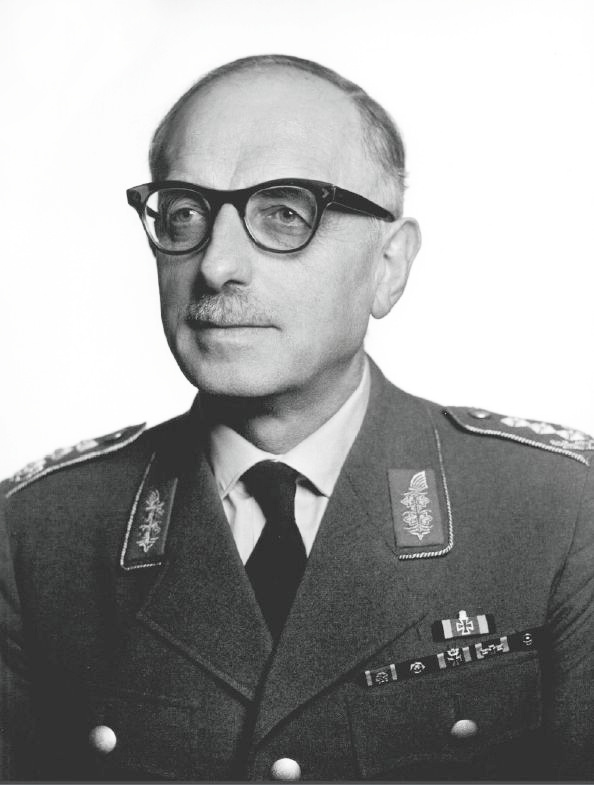
Smilo von Lüttwitz, ca. 1960

Smilo Walther Hinko Oskar Constantin Wilhelm Freiherr von Lüttwitz (* 23. Dezember 1895 in Straßburg; † 19. Mai 1975 in Koblenz) war ein deutscher Offizier, im Zweiten Weltkrieg General der Panzertruppe. Nach dem Zweiten Weltkrieg war er führend in der Johanniter-Unfall-Hilfe tätig, ehe er 1957 als Generalleutnant und Kommandierender General des III. Korps in die Bundeswehr eintrat.

## Leben
Smilo von Lüttwitz war Sohn von Walther von Lüttwitz. Nach dem Abitur trat er 1914 als Fahnenjunker in das Leib-Dragoner-Regiment (2. Großherzoglich Hessisches) Nr. 24 in Darmstadt ein. Mit diesem nahm er am Ersten Weltkrieg teil. Er wurde in die Reichswehr der Weimarer Republik übernommen und diente in verschiedenen Kavallerieverbänden unter anderem in Breslau und Pasewalk. Nach dem Beginn der nationalsozialistischen Herrschaft trat von Lüttwitz 1934 zur Panzertruppe über.
Im Jahr 1939 war er Oberstleutnant und diente als Adjutant im XV. Armeekorps. Während des Zweiten Weltkrieges war er unter anderem Kommandeur des Schützenregiments 12 und der 4. Schützenbrigade. Er diente an der Ostfront. Später war er Kommandeur der 26. Panzer-Division in Italien. Im Jahr 1944 wurde von Lüttwitz zum General der Panzertruppe ernannt, folgend als Kommandierender General des LXXXV. Armeekorps verwendet und Ende desselben Jahres mit der Führung der 9. Armee beauftragt. In dieser Zeit lehnte er während der Kämpfe an der Ostfront die von der Staatsführung verlangte ungerechte Strafjustiz ab. Dafür musste er sich zusammen mit zwei anderen Generälen aus seinem Befehlsbereich vor dem Reichskriegsgericht verantworten. Dieses Verfahren blieb ohne Folgen und von Lüttwitz blieb Kommandierender General seines Armeekorps. Während des Zweiten Weltkrieges wurde er fünfmal verwundet.
Aus der Kriegsgefangenschaft wurde er 1947 entlassen. Danach war er zunächst bei der Evangelischen Akademie in Friedewald tätig. In den Jahren 1954 bis 1956 war er Hauptgeschäftsführer der Johanniter-Unfall-Hilfe mit Sitz in Rolandseck. Er trug stark zur wachsenden Bedeutung der bislang kleinen Organisation bei. Gleichzeitig war er Verwaltungsleiter einer Evangelischen Akademie.

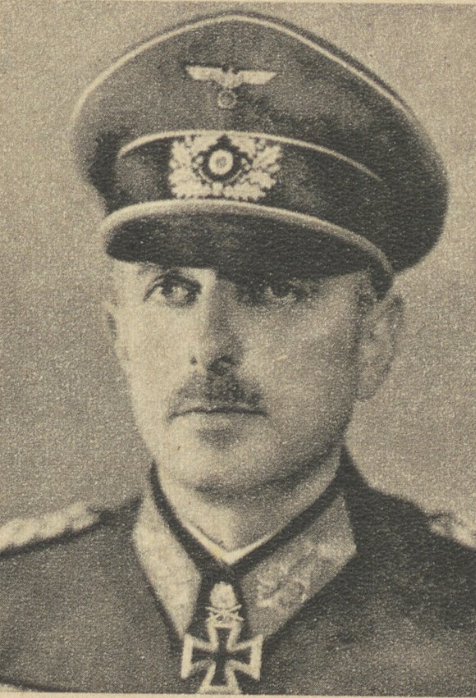
von Lüttwitz als Generalleutnant der Wehrmacht (1944)

Lüttwitz trat am 1. Juni 1957 im Range eines Generalleutnants in die Bundeswehr ein. Er war kommandierender General des III. Korps in Koblenz. Im Jahr 1960 wurde er in den Ruhestand versetzt. Im Jahr 1963 wurde er Vorsitzender der Gesellschaft für Wehrkunde.
Von Lüttwitz wurde 1955 als Ehrenritter in den Johanniterorden aufgenommen und acht Jahre später zum Rechtsritter ernannt. 1963 übernahm von Lüttwitz die Präsidentschaft der Johanniter-Unfall-Hilfe. In seine fünfjährige Amtszeit fielen u. a. die ersten Gründungen von Rettungswachen der Johanniter.
Von Lüttwitz war verheiratet und hatte vier Kinder. 

## Auszeichnungen
- Eisernes Kreuz (1914) II. und I. Klasse[2]
- Verwundetenabzeichen (1918) in Silber[2]
- Hessische Tapferkeitsmedaille[2]
- Braunschweiger Kriegsverdienstkreuz II. Klasse[2]
- Friedrich-August-Kreuz I. Klasse[2]
- Spange zum Eisernen Kreuz II. und I. Klasse
- Deutsches Kreuz in Gold am 27. Oktober 1941[3]
- Ehrenblattspange am 8. Dezember 1941[3]
- Ritterkreuz des Eisernen Kreuzes mit Eichenlaub und Schwertern[3] Das Grab von Smilo von Lüttwitz und seiner Ehefrau Maria, geborene von Thielmann, auf dem Rüngsdorfer Friedhof in Bonn
  - Ritterkreuz am 14. Januar 1942

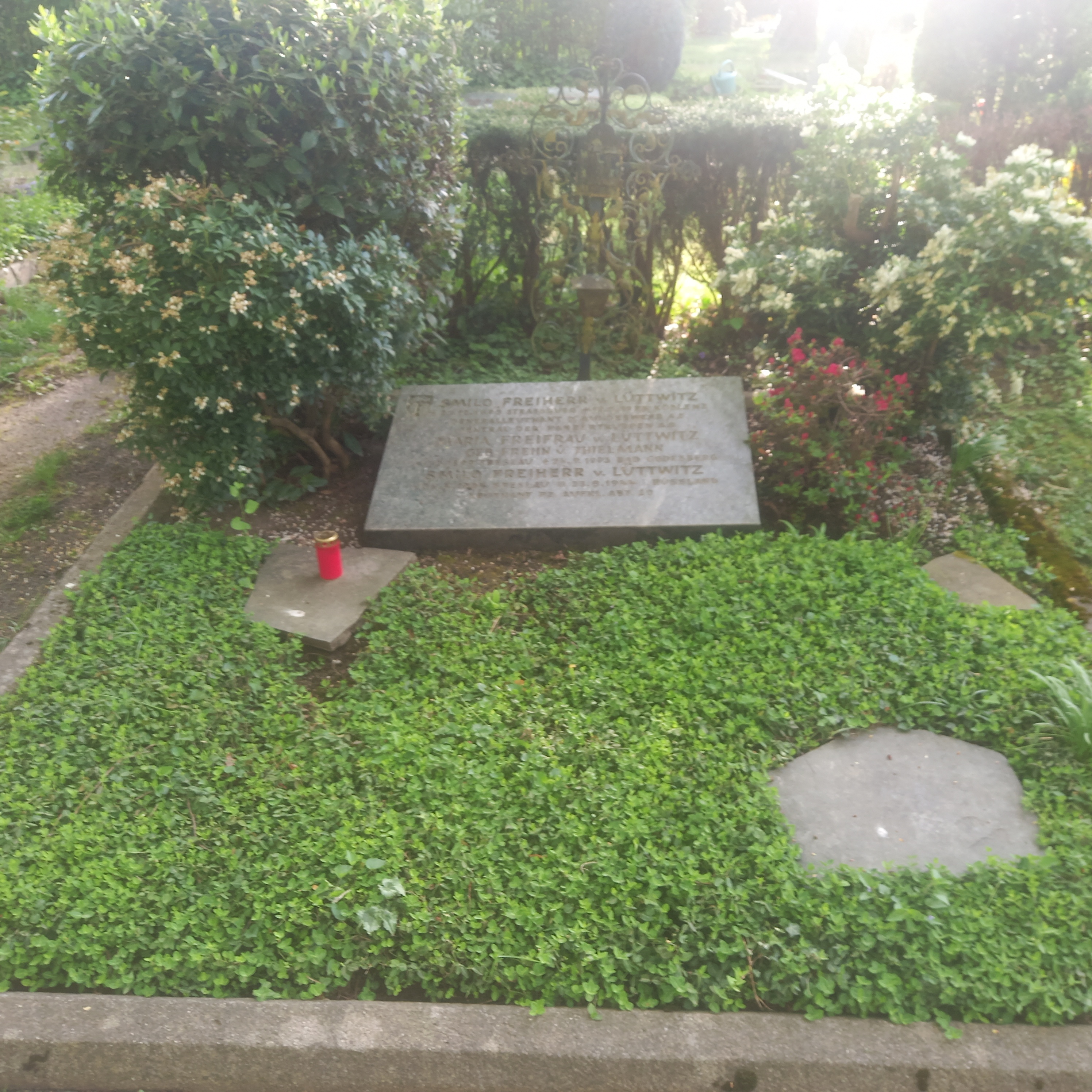
Das Grab von Smilo von Lüttwitz und seiner Ehefrau Maria, geborene von Thielmann, auf dem Rüngsdorfer Friedhof in Bonn

  - Eichenlaub am 16. März 1944 (426. Verleihung)
  - Schwerter am 4. Juli 1944 (76. Verleihung)
- Großes Verdienstkreuz des Verdienstordens der Bundesrepublik Deutschland mit Stern
- Legion of Merit
- Rechtsritter des Johanniterordens